# Смоляр, Илья Моисеевич
Илья́ Моисе́евич Смоля́р (12 февраля 1928, Москва — 11 февраля 2008, там же) — советский архитектор, теоретик градостроительства, доктор архитектуры, профессор, академик РААСН по отделению градостроительства, академик МААМ, академик МААСВ, заслуженный работник высшей школы РФ.

## Биография
Илья Моисеевич Смоляр родился в Москве. Окончил МАРХИ в 1952. В 1952—1955 работал в Гипротатнефти, в Казани. С 1955 в Москве, в ЦНИИП градостроительства, создал современную научную школу планировки новых городов.
В 1959 году защитил кандидатскую диссертацию на тему «Градостроительные вопросы расселения в нефтедобывающих районах Поволжья». Руководил работой член-корреспондент АСиА СССР, профессор Н. Х. Поляков. Официальными оппонентами были доктор экономических наук, профессор Владимир Давидович и кандидат архитектуры М. О. Хауке.
В 1974 году защитил докторскую диссертацию на тему «Проблемы методологии планировки новых городов» (научная специальность: 18.00.04 — Градостроительство, районная планировка, ландшафтная архитектура и планировка сельскохозяйственных населённых мест). Защита состоялась на заседании специализированного совета при ЦНИИП градостроительства. Оппонентами по работе выступили доктор архитектуры, профессор Михаил Бархин, доктор архитектуры Андрей Иконников и доктор географических наук Вадим Покшишевский. Ведущей организацией выступил Московский ордена Трудового Красного Знамени архитектурный институт.
С 1983 работал в МАРХИ, заведующим кафедрой теории градостроительства. В 1983—1985 — один из руководителей и разработчиков Комплексной программы научно-технического прогресса в градостроительстве. Автор монографий по вопросам градостроительства.
В 1993 году был избран академиком РААСН, более 10 последних лет жизни возглавлял учёный совет РААСН по градостроительству. Награждён большой медалью РААСН.
За более чем 50 лет научно-педагогической работы Илья Смоляр подготовил порядка 30 кандидатов и 6 докторов наук.
В 2002 году указом президента №271 «за заслуги в научной работе, значительный вклад в дело подготовки высококвалифицированных специалистов» Илье Смоляру было присвоено почётное звание «Заслуженный работник высшей школы Российской Федерации».
Скончался накануне своего 80-летия, 11 февраля 2008 года (по некоторым другим данным, 30 января или 10 февраля).

## Избранные проекты
- Проект детальной планировки Лениногорска
- Градостроительный проект для Набережных Челнов (1970—1972, с соавторами)
- Методологические основы проектирования агломераций и управления их развитием (1990-е)

## Избранные публикации
- Экологические основы архитектурного проектирования. Учебное пособие для студентов учреждений высшего профессионального образования. Москва, 2010
- Терминологический словарь по градостроительству М. РОХОС, 2004. ISBN 5-9519-0049-2
- «Новые города: планировочная структура городов промышленного и научно-производственного профиля» (М., 1972)
- «Генеральные планы новых городов» М., 1973
- «Реализация генеральных планов городов» М., 1978
- «Градостроительство как система научных зданий» М., 1998, (соавторы — В. В. Владимиров, Т. Ф. Саваренская)
- «Градостроительное право. Теоретические основы» М., 2000
- «Национальная доктрина градостроительства России — Концепция градостроительной политики России на начало XXI века» — предложение, подготовленное РААСН